# Rebelión de los forajidos
La Rebelión de los Forajidos fue un movimiento civil, posteriormente respaldado por el comando conjunto de las fuerzas militares, que tuvo lugar del 13 de abril al 20 de abril de 2005 en Quito, Ecuador y que produjo la caída del gobierno de Lucio Gutiérrez, siendo sustituido por su vicepresidente, Alfredo Palacio. La misma estuvo liderada por población quiteña de clase media, que se mantuvo con el apoyo de varios sectores en las calles protestando contra el gobierno de Gutiérrez buscando su sustitución por un nuevo gobierno. 
Debe su nombre al apelativo que usó el expresidente Lucio Gutiérrez para referirse a los ciudadanos que protestaban en su contra en esos días. El 14 de abril, los manifestantes se concentraron frente a su domicilio para exigirle que dimitiera, pero en ese lugar se encontraba su familia sin protección policial (él mismo no dormía en su casa sino en el palacio de gobierno, bajo fuerte vigilancia policial y militar). El entonces presidente Gutiérrez declaró a la prensa que se trataba de «forajidos que fueron a atacarme a mi domicilio», usando tal expresión posiblemente con el fin de desacreditarlos. Los manifestantes acogieron el apelativo logrando voltear su connotación negativa, de modo que la rebelión popular que depuso al presidente Gutiérrez recibió esta misma denominación.

## Antecedentes
Lucio Gutiérrez ganó las elecciones para la Presidencia de Ecuador en el año 2002, bajo una plataforma política antisistema y de izquierdas, como una alternativa a los desacreditados partidos tradicionales. Dicha plataforma política tuvo soporte en el movimiento indígena (representado por el Movimiento de Unidad Plurinacional Pachakutik) y de otros sectores populares. 
Sin embargo, a Gutiérrez se le acusó de traicionar a sus bases y socios políticos, cambiando radicalmente su agenda, para dar paso a una política de acercamiento de los gobiernos de Estados Unidos y Colombia y estableciendo una alianza política con la derecha ecuatoriana representada por el Partido Social Cristiano (PSC). Por tales motivos, Pachakutik y los grupos sociales retiraron su apoyo al gobierno de Gutiérrez. 
Con el transcurrir de su mandato, las denuncias de nepotismo y corrupción se fueron haciendo cada vez más frecuentes. La alianza política con los partidos tradicionales se quebró y ante el aislamiento político, Gutiérrez formó una nueva mayoría parlamentaria con el Partido Roldosista Ecuatoriano (PRE) del expresidente Abdalá Bucaram, el Partido Renovador Institucional de Acción Nacional (PRIAN), del empresario Álvaro Noboa y el Movimiento Popular Democrático (MPD).
Como parte del acuerdo, Gutiérrez procedió a defenestrar la Corte Suprema de Justicia, el Tribunal Constitucional y el Tribunal Supremo Electoral, organismos en los que hasta ese momento tenía representación mayoritaria el PSC, y reemplazar sus autoridades con personas afines a los partidos que conformaban la nueva alianza. De esta manera, el nuevo Presidente de la Corte Suprema de Justicia, Guillermo Castro, acusado de tener vínculos con el Partido Roldosista Ecuatoriano y de ser amigo del expresidente Bucaram, declaró nulos los juicios contra este último y contra otros políticos acusados de malversación de fondos.
El regreso del expresidente Bucaram al país causó conmoción en varios sectores del país. El retorno fue visto por muchos como un caso de impunidad.

## La rebelión
La rebelión de los forajidos fue un movimiento social que tuvo lugar en la ciudad de Quito, entre los meses de febrero y abril de 2005. Sus integrantes básicamente fueron gente de clase media de la capital del país. 
Las voces en contra del régimen de Gutiérrez cada vez se incrementaban conforme avanzaban los días después del fallo de absolución del citado Abdalá Bucaram. Amplios sectores sociales encabezaron marchas para manifestar su repudio al fallo y exigir la destitución de Gutiérrez. Sin embargo, las protestas fueron negadas por la mayoría de medios de comunicación que se dedicaron a omitir estos hechos, con excepción de la emisora quiteña La Luna, dirigida por Paco Velasco, que se convirtió en el medio a través del cual se canalizó el reclamo ciudadano. Las protestas se realizaron en las noches, empezando el miércoles 13 de abril, utilizando símbolos como los cacerolazos. Posteriormente, y solo bajo la presión ciudadana y ante la magnitud que las protestas iban tomando, los demás medios privados comenzaron a transmitir los hechos. Además, el grito cada vez más fuerte de “Que se vayan todos”, producía temor en los dueños de los medios y en los partidos políticos hegemónicos.
Por su parte Gutiérrez declaró, el viernes 15 de abril, el estado de emergencia (Estado de Excepción) en Quito y en ese mismo decreto ejecutivo cesó a la Corte Suprema de Justicia, la misma Corte que él impulsó. Esta fue una medida calificada por muchos críticos como una interferencia en otros poderes del Estado y de ser anticonstitucional y autoritaria. Las manifestaciones continuaron diariamente, alcanzando su punto más álgido la noche del 19 de abril. Miles de ciudadanos se reunieron en el parque de La Carolina y avanzaron hacia el Palacio de Gobierno exigiendo la renuncia de Gutiérrez. Soledad Chávez perdió un ojo producto de la represión policial.

## El final
En la mañana del 20 de abril, ante las protestas ciudadanas, el ministro de Educación determinó que los alumnos de primaria, secundaria y universidad - que en su gran mayoría habían asistido a clases - salgan de sus planteles en la ciudad de Quito y regresen a sus casas. Por lo tanto, sin haber deseado, se encontraron en medio de una protesta ciudadana que los acogió en forma muy rápida. Las fuerzas del orden se vieron ampliamente desbordadas, produciéndose algunos disparos desde un edificio gubernamental, el del Ministerio de Bienestar Social, en contra de los marchantes. Ante la posibilidad de que se produzca un derramamiento de sangre, el ejército decidió retirar su apoyo a Gutiérrez. 
Convocando en el edificio de CIESPAL a una sesión de emergencia al Congreso Nacional, la primera vicepresidenta del organismo, Cynthia Viteri actuando como presidenta encargada tras la destitución de Omar Quintana, quien llevaba el cargo principal, primero declaró vacante el cargo de presidente Constitucional, según el artículo 167, numeral 6 de la Constitución de la República del Ecuador, con la figura de abandono de cargo. Posterior a esto, posesionó al vicepresidente Alfredo Palacio como nuevo Presidente de la República, ante el rechazo de los forajidos que pedían que se vayan todos. La indignación popular sin embargo no se limitaba al destituido Lucío Gutiérrez, sino a la clase política en general. Luego de la caída de Gutiérrez, la sede de CIESPAL, donde se había reunido el Congreso fue atacada por manifestantes, siendo agredidos varios diputados y permaneciendo sitiado el nuevo presidente Alfredo Palacio durante varias horas antes de que el ejército se decidiera a intervenir. 
Muchos votantes siguieron simpatizando con el partido de Gutiérrez (PSP), simpatía demostrada en las elecciones presidenciales de 2006, cuando su hermano Gilmar obtuvo el 17,42% de los votos positivos (los nulos y blancos alcanzaron casi el 16,50% de un total de 6.617.242 de sufragantes), lo que le ubicó en el tercer puesto.

### Destitución de Gutiérrez
Los diputados presentes en la sesión del pleno en el edificio de CIESPAL que votaron a favor de declarar el cargo de presidente como vacante fueron:
- Alberto Andrade (PSC)
- Fabricio Cedeño (PSC)
- Alfredo Castro (PSC)
- Mariana Cevallos (PSC)
- Gandhi Chamba (PSC)
- Marcelo Dotti (PSC)
- Elsy Gamboa (PSC)
- Alfonso Harb (PSC)
- Carmen Ocampo (PSC)
- Galo Ordóñez (PSC)
- Raúl Ramírez (PSC)
- Abraham Romero Cabrera (PSC)
- María Elena Salazar (PSC)
- Xavier Sandoval (PSC)
- Alfredo Serrano (PSC)
- Jacqueline Silva (PSC)
- Mariela Solís (PSC)
- Luis Fernando Torres (PSC)
- Pedro Valverde (PSC)
- Clemente Vásquez (PSC)
- Cynthia Viteri (PSC)
- Kelly Zambrano (PSC)
- Ana Lucía Cevallos (ID)
- Magdalena Chauvet (ID)
- Myriam Garcés (ID)
- Carlos González (ID)
- Guillermo Haro (ID)
- Guillermo Landázuri (ID)
- Wilfrido Lucero (ID)
- Diego Monsalve (ID)
- Marco Morillo (ID)
- Andrés Páez (ID)
- Ernesto Pazmiño (ID)
- Hugo Ruiz Enríquez (ID)
- Jorge Sánchez (ID)
- Rolo Sanmartín (ID)
- Julio González Granja (MUPP)
- Jorge Guamán (MUPP)
- Miguel López (MUPP)
- Antonio Posso (MUPP)
- Salvador Quishpe (MUPP)
- Ricardo Ulcuango (MUPP)
- Enrique Ayala (PS-FA)
- Guadalupe Larriva (PS-FA)
- Segundo Serrano (PS-FA)
- Soledad Aguirre (DP)
- Marcelo De Mora (DP)
- Ramiro Rivera (DP)
- Carlos Cajilema (MPD)
- Rafael Erazo (MPD)
- Luis Villacís (MPD)
- Carlos Vallejo (PRIAN)
- Rodrigo  García (Ind.)
- Luis Mejía Montesdeoca (Ind.)
- Aurelio Llori (Ind.)
- Héctor Orellana (Ind.)
- Édgar Ortiz (Ind.)
- Marco Proaño Maya (Ind.)
- Patricio Dávila (Ind.)
- Ramiro Mazorra (Ind.)